# Google Hangouts
Google Hangouts è stato un software di messaggistica istantanea e di VoIP sviluppato da Google LLC. Era disponibile per le piattaforme mobili Android e iOS e come estensione per il browser Web Google Chrome. Inoltre era possibile sfruttare i servizi offerti da Hangouts anche all'interno della Webmail Gmail e dal suo sito Web (che venne aperto nel settembre del 2015).
Il 23 aprile 2014, mediante l'aggiornamento alla versione 2.1 viene migliorata la gestione degli SMS sui dispositivi mobili. Vengono mostrati in un unico stream (con indicazioni differenti) i messaggi inviati mezzo dati e mezzo SMS con lo stesso contatto.
La partecipazione è gratuita e aperta a chiunque, anche agli utenti privi di un profilo Google. Il programma invia un'e-mail di notifica con il link per entrare nel meeting e un numero per entrare nella stanza senza connettersi ad Internet.
A partire da maggio 2020, con lancio iniziale negli Stati Uniti, Google Meet è integrato gratuitamente negli account di posta elettronica Gmail, permettendo di avviare chiamate voce o video, archiviandone l'intero contenuto nel cloud. In precedenza, Gmail integrava già Google Chat, che aveva una funzionalità per la condivisione di immagini e video.
Dopo un primo periodo in cui Hangouts era disponibile unicamente in ambito non professionale, sostituito da Google Chat come parte integrante di Google Workspace, Google ha annunciato la chiusura del prodotto nel 2021 e la migrazione su Google Chat per tutti gli utenti.
Il 1º novembre 2022 Hangouts è stato definitivamente sostituito da Google Chat.

## Storia
Prima del lancio di Hangouts, Google aveva mantenuto diversi servizi e piattaforme di messaggistica simili, ma tecnologicamente separati, nella sua suite di prodotti. Questi hanno incluso Google Talk orientato all'azienda (basato su XMPP), Google+ Messenger e la funzione Hangouts di Google+, che forniva funzionalità di chat, voce e videoconferenza. Tuttavia, la sua suite di offerte di messaggistica sempre più frammentata e non unificata stava anche affrontando la crescente concorrenza di servizi come Facebook Messenger, iMessage e WhatsApp. È stato deciso di eliminare il sistema Google Talk esistente e codificare un nuovo prodotto di messaggistica attraverso una collaborazione con più team di sviluppo.
A seguito di rapporti che il nuovo servizio sarebbe stato conosciuto come "Babel", il servizio lanciato ufficialmente come Hangouts durante la conferenza I/O di Google il 15 maggio 2013.
Il 16 febbraio 2015, Google ha annunciato che avrebbe interrotto Google Talk e ha istruito gli utenti a migrare invece all'app Hangouts sul browser Chrome.
Nel gennaio 2016, Google ha scoraggiato l'utilizzo di Hangouts per SMS, raccomandando invece di utilizzare l'app per SMS "Messenger" di Google.
Nel maggio 2016 al Google I/O 2016, Google ha annunciato due nuove app: Google Allo, un'app di messaggistica con funzionalità di intelligenza artificiale (bot basati su AI e funzioni per selfie) e Google Duo, un'app per videochiamate. Gli smartphone Pixel e Pixel XL di Google rilasciati nello stesso anno furono i primi dispositivi Google spediti con Duo e Allo preinstallati invece di Hangouts. Google da allora ha confermato che le nuove app non sostituiranno Hangouts; Hangouts rimarrà un prodotto separato.A dicembre 2018 Google ha annunciato che Allo sarebbe stato interrotto a marzo 2019 con la migrazione di alcune delle sue funzionalità in Google Messages.
Il 15 agosto 2016 Google ha annunciato che gli Hangout in diretta sarebbero stati interrotti il 12 settembre 2016 e sarebbero stati inseriti in YouTube Live, ma successivamente, l'11 settembre 2016, Google ha detto che la data di chiusura degli Hangout in diretta sarebbe stata spostata dal 12 settembre 2016 al 1º agosto 2019, per liberare tutti alcuni live streaming su YouTube. Gli utenti dovranno passare ad altri programmi di live streaming.
Il 6 gennaio 2017 Google ha annunciato che l'API di Google Hangouts sarebbe stata disattivata il 25 aprile 2017.
Il 9 marzo 2017 Google ha annunciato che Hangouts sarebbe stato rivolto agli utenti aziendali con il marchio Hangouts diviso in due prodotti: Hangouts Meet e Hangouts Chat. Meet si concentrerà sulle videoconferenze e la chat si concentrerà sulla messaggistica istantanea con funzionalità aggiuntive come l'assistente bot e la messaggistica "threaded". Le funzionalità sarebbero destinate ai clienti aziendali mentre le versioni consumer utilizzerebbero un modello "freemium". Google ha dichiarato nel dicembre 2018 che Hangouts "classico" sarebbe stato disattivato entro ottobre 2019.
Nel novembre 2018 la versione dell'app Chrome per desktop di Hangouts ha iniziato a visualizzare questi messaggi banner nella parte superiore della finestra: "L'app Hangouts per Chrome sarà presto sostituita dall'estensione Hangouts per Chrome". Ciò ha generato molte recensioni negative degli utenti sulle pagine del Chrome Web Store sia per l'estensione Hangouts che per l'app.
Nell'agosto 2019 Google ha annunciato che la versione G Suite di Hangouts sarebbe stata sostituita da "Meet" e "Chat" e avrebbe spinto la chiusura a giugno 2020.
Nell'aprile 2020, in risposta a COVID-19, Google Meet diventò gratuito per tutti gli utenti e ad ottobre Google annunciò che anche la chat sarebbe stata resa gratuita per tutti e avrebbe sostituito gli Hangout "classici" entro il 2021.
Il 27 giugno 2022, Google ha comunicato che avrebbe terminato Google Hangouts a novembre 2022 ed eseguita la migrazione di tutti gli utenti a Google Chat.

## Caratteristiche
Hangouts consente conversazioni tra due o più utenti. È possibile accedere al servizio online tramite i siti Web Gmail o Google+ o tramite le app mobili disponibili per Android e iOS (distribuite come successore delle loro app Google Talk esistenti). Tuttavia, poiché utilizza un protocollo proprietario invece del protocollo standard aperto XMPP utilizzato da Google Talk, la maggior parte delle applicazioni di terze parti che avevano accesso a Google Talk non hanno accesso a Google+ Hangouts.
Le cronologie chat vengono salvate online, consentendo loro di essere sincronizzate tra i dispositivi. Una "filigrana" dell'avatar di un utente viene utilizzata come indicatore per indicare fino a che punto hanno letto nella conversazione. Le foto possono essere condivise durante le conversazioni, che vengono caricate automaticamente in un album Google+ privato. Gli utenti ora possono anche utilizzare simboli emoji colorati nei loro messaggi.
Come con i precedenti Google+ Hangouts, gli utenti possono anche eseguire una chat video di gruppo con un massimo di 10 utenti alla volta. Nel 2016 Google ha aggiornato Hangouts a 25 utenti simultanei in video HD for Work/Education. La nuova app Google Hangouts su iOS integra un numero di Google Voice in una certa misura, ma su Android il supporto SMS in Hangouts non si integra completamente con Google Voice per chiamate o messaggi di testo. L'integrazione era prevista per la prima volta entro il 2014, ma è stata ritirata nel gennaio 2016. Il motivo del ritardo sembra legato al fatto che Google abbia abbandonato il protocollo XMPP utilizzato.
Per Google Chrome gli utenti non devono installare un plug-in. Tuttavia, per Internet Explorer 11 (ora obsoleto in favore di Microsoft Edge). l'utente deve installare il "Google Talk Plugin" per poter utilizzare le funzioni video.
In Android 4.4 Hangouts è integrato con le funzioni di invio e ricezione di messaggi di testo, che è l'app SMS predefinita sul Nexus 5. Per altri telefoni Android, gli utenti possono scegliere di aprire la funzione SMS quando scaricano la nuova versione di Hangouts tramite Google Play. Le conversazioni SMS vengono visualizzate in un cassetto sul lato sinistro. L'aggiornamento aggiunge anche il supporto GIF e un nuovo pulsante di condivisione della posizione, che consente all'utente di inviare la propria posizione GPS ai propri contatti.
Hangouts include la possibilità di effettuare chiamate vocali gratuite ad altri utenti di Hangouts e addebita agli utenti (tramite credito preregistrato) la possibilità di chiamare telefoni fissi e cellulari a livello internazionale, ad eccezione delle chiamate verso Stati Uniti e Canada che sono gratuite. Gli utenti Android devono avere sia l'app Google Hangouts che Hangouts Dialer installate se desiderano chiamare numeri di rete fissa o mobile tramite la rete telefonica pubblica commutata. Gli utenti dovranno utilizzare YouTube Live per eventi in live streaming.

## Paesi in cui Google Chat (ex Google Hangouts) non è disponibile
- Argentina
- Cina
- Cuba
- Egitto
- Ghana
- India (gli utenti in India possono effettuare chiamate in tutti i paesi ad eccezione delle località all'interno dell'India.)
- Iran
- Giordania
- Kenya
- Messico
- Marocco
- Myanmar
- Nigeria
- Corea del Nord
- Perù
- Federazione Russa
- Arabia Saudita
- Senegal
- Corea del Sud
- Sudan
- Siria
- Thailandia
- Emirati Arabi Uniti
- Vietnam

## Accoglienza
A partire da maggio 2013 Google Hangouts ha affrontato le critiche della Electronic Frontier Foundation poiché ritenevano che Google si stesse "muovendo nella direzione sbagliata" riducendo il suo supporto per il protocollo standard aperto XMPP. Il nuovo protocollo rende molto più difficile per i client multi-chat come Pidgin e Adium supportare Google Hangouts. Devono decodificare il protocollo.
Inoltre, la stretta integrazione di Google Hangouts e Google+ può portare alla condivisione involontaria di informazioni personali con altri.
Il 30 novembre 2014 Make Use Of ha salutato Google Hangouts come "di gran lunga la migliore app di messaggistica su Android".
A partire dal 9 dicembre 2015, Google Hangouts ha un punteggio di 2 su 7 punti sulla Secure Messaging Scorecard della Electronic Frontier Foundation. Ha ricevuto punti per aver crittografato le comunicazioni in transito e per aver completato un recente controllo di sicurezza indipendente. Mancano punti perché le comunicazioni sono crittografate con chiavi a cui il provider ha accesso, gli utenti non possono verificare l'identità dei contatti, i messaggi passati non sono protetti se le chiavi di crittografia vengono rubate, il codice non è aperto a revisione indipendente e la sicurezza il design non è adeguatamente documentato.